# Dupnița
Dupnița (în bulgară Дупница) este un oraș  în Obștina Dupnița, Regiunea Kiustendil, Bulgaria.

## Demografie
Componența etnică a orașului Dupnița
     Bulgari (86,81%)
     Romi (6,96%)
     Nicio identificare (5,92%)
     Altele (0,62%)
La recensământul din 2011, populația orașului Dupnița era de 33.519 locuitori. Din punct de vedere etnic, majoritatea locuitorilor (86,81%) erau bulgari, cu o minoritate de romi (6,96%). Pentru 5,92% din locuitori nu este cunoscută apartenența etnică.

## Personalități născute aici
- Nevena Kokanova (1938 - 2000), actriță.